# 아르놀도 알레만
호세 아르놀도 알레만 라카요(스페인어: José Arnoldo Alemán Lacayo, 1946년 1월 23일 ~ )는 니카라과의 정치인으로 1997년 1월 10일부터 2002년 1월 10일까지 제56대 대통령을 지냈다. 대통령이 되기 이전 마나과 시장을 지냈으며, 정치에 입문하기 이전에는 변호사로서 활동하였다. 당시 다니엘 오르테가를 꺽고 비올레타 차모로 대통령의 후임으로 선출되었으며, 외교정책 또한 차모로 정부의 방향과 기조를 이어나갔다고 평가된다. 
2003년 부패 혐의로 징역 20년 형을 선고 받았으며, 국제 투명성 기구로부터 최근 역사상 가장 부패한 지도자 9위에 선정되었다. 2009년 해당 판결은 뒤집어졌으나, 현재까지도 논란이 되고 있다. 2000년에는 대한민국을 국빈 방문하여 김대중과 정상회담을 가졌다.

## 역대 선거 결과
| 선거명      | 직책명          | 대수 | 정당       | 득표율 | 득표수    | 결과 | 당락 |
| ----------- | --------------- | ---- | ---------- | ------ | --------- | ---- | ---- |
| 1996년 선거 | 니카라과 대통령 | 56대 | 헌정자유당 | 50.99% | 896,207표 | 1위  |      |
| 2011년 선거 | 니카라과 대통령 | 59대 | 헌정자유당 | 5.91%  | 148,507표 | 3위  | 낙선 |